# Friedrich Kasiski
Friedrich Wilhelm Kasiski (Schlochau, 29 novembre 1805 – Neustettin, 22 maggio 1881) è stato un crittografo, militare e archeologo tedesco.

## Servizio militare
Kasiski si arruolò nel 33º Reggimento di Fanteria nella Prussia orientale il 20 marzo 1823 all'età di 17 anni.
Nel maggio 1824, egli fu promosso al grado di sergente maggiore, e otto mesi dopo, nel febbraio 1825 fu promosso a sottotenente.
Passarono 14 anni perché ottenesse la successiva promozione quando nel maggio 1839, egli avanzò al rango di tenente.
Il suo successivo avanzamento fu più rapido, fu promosso a capitano nel novembre del 1842. Kasiski, infine, si ritirò dal servizio militare attivo con il grado di maggiore, il 17 febbraio 1852.
Tra il 1860 e il 1868 egli fu comandante del Battaglione della Guardia Nazionale.

## Crittografia
Nel 1863, Kasiski pubblicò un libro di 109 pagine sulla crittografia, Die Geheimschriften und die Dechiffrir-Kunst (Le scritture segrete e l'arte di decifrare). Questa fu la prima pubblicazione di una procedura per attaccare il cifrario polialfabetico per sostituzione, in particolare il cifrario di Vigenère, pubblicato nel 1586 in un trattato di Blaise de Vigenère. È però possibile che un metodo simile sia stato trovato da Charles Babbage e che questi l'abbia tenuto segreto.
Il metodo si basa sull'analisi degli intervalli tra frammenti ripetuti nel testo cifrato; tali analisi può dare suggerimenti sulla lunghezza della chiave utilizzata per cifrare. Questo metodo è noto come test di Kasiski (e anche come esame di Kasiski).
Il significato del lavoro criptoanalitico di Kasiski non fu completamente apprezzato al suo tempo, ed egli volse il suo ingegno all'archeologia.
Gli ultimi anni della sua vita li trascorse a Neustettin (ora Szczecinek in Polonia).
Lo storico David Kahn fa rilevare :«la morte di Kasiski avviene il 22 maggio del 1881 e quasi sicuramente egli non si era reso conto di aver attivato una rivoluzione crittografica» (The Codebreakers).